# ヒガンバナ
ヒガンバナ（彼岸花、石蒜、学名Lycoris radiata (L'Hér.) Herb., 1819 : ）は、ヒガンバナ科ヒガンバナ属の多年草である。別名は曼珠沙華（マンジュシャゲ）、カミソリバナ、シビトバナ、トウロウバナなど。学名からリコリス・ラジアータとも呼ばれる。
原産地は中国大陸であり、日本においては史前帰化植物に分類される。分布は日本全国である。秋の彼岸（9月）の頃に、花茎の先に強く反り返った鮮やかな赤い花を咲かせ、秋の終わりに葉が伸びて翌年の初夏に枯れるという、多年草としては特殊な性質を持っている。地下の鱗茎（球根）に強い毒性を有する有毒植物であるが、かつて救荒作物として鱗茎のデンプンを毒抜きして食べていた。

## 名前

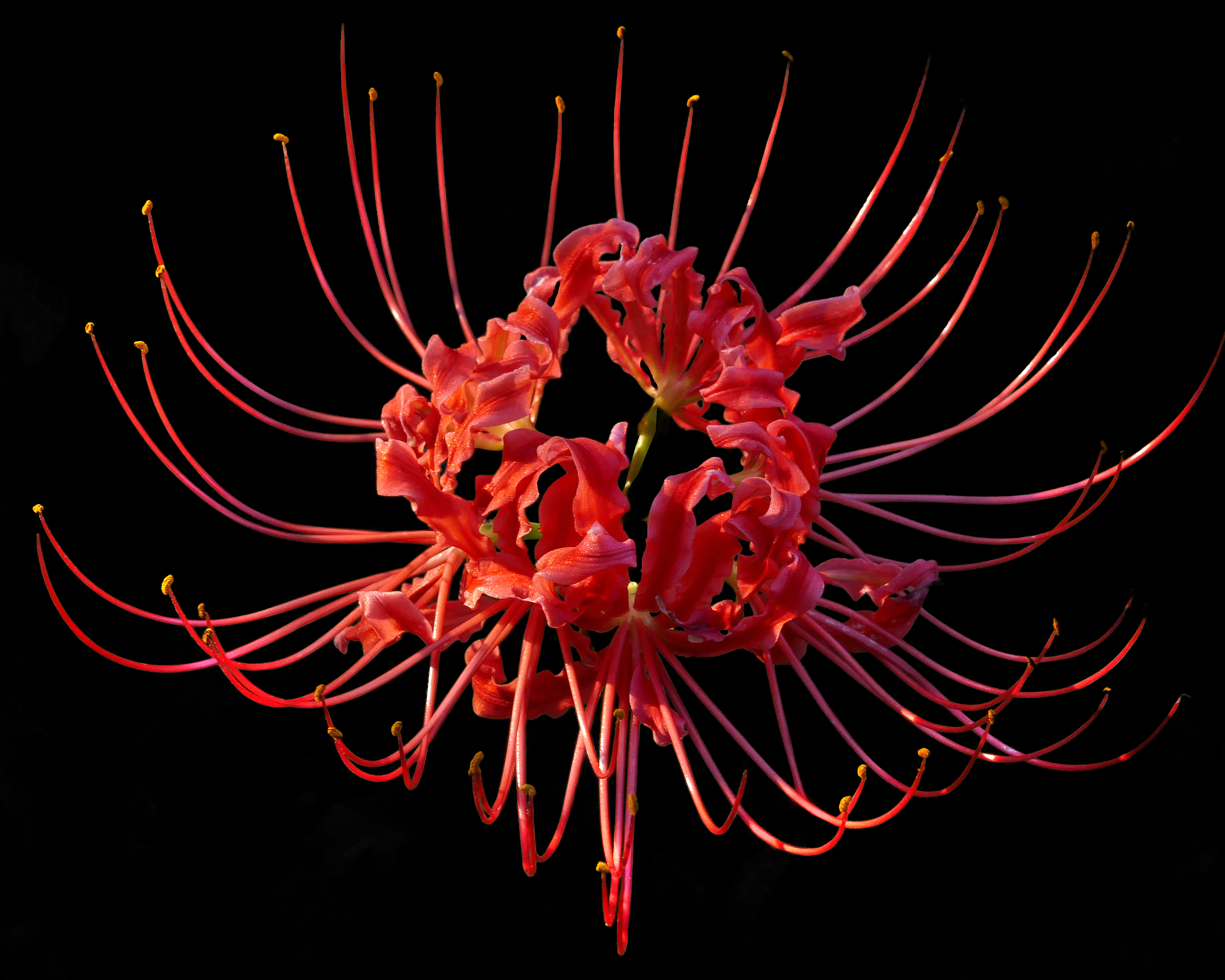
彼岸花、曼珠沙華

学名の属名 Lycoris（リコリス）は、ギリシャ神話の女神・海の精であるネレイドの1人であるリュコーリアス (Lycorias) からとられ、種小名 radiata （ラジアータ）は「放射状」の意味で、花が完全に開いた時に放射状に大きく広がっている様子にちなむ。英語では、レッドスパイダーリリー (Red spider lily)、スパイダーリリー (Spider lily) などの花名がある。
彼岸花（ヒガンバナ）の名は秋の彼岸ごろ、突然に花茎を伸ばして鮮やかな紅色の花が開花する事に由来する。別の説には、これを食べた後は「彼岸（死）」しかない、という説もある。
別名の曼珠沙華（マンジュシャゲ）は歌にも歌われた事でも知られ、梵語（サンスクリット語）で「赤い花」「葉に先立って赤花を咲かせる」という意味から名付けられたと言われている。サンスクリット語 manjusaka の音写であり、『法華経』などの仏典に由来する。また、法華経序品では、釈迦が法華経を説かれた際に、これを祝して天から降った花（四華）の1つが曼珠沙華であり、花姿は不明だが「赤団華」の漢訳などから、色は赤と想定されている。したがって、四華の曼陀羅華と同様に法華経で曼珠沙華は天上の花という意味もある。
また、『万葉集』に見える「いちしの花」を彼岸花とする説も有る（「路のべの壱師の花の灼然く人皆知りぬ我が恋妻は」、11・2480）。食用は一般的には危険だが、毒を抜いて非常食とする場合もあることから、悲願の花という解釈も見られる。
日本では各地方のみで通じた異名が派生し、別名・地方名・方言は数百から1000種以上あると言われている。葬式花（そうしきばな）、墓花（はかばな）、死人花（しびとばな）、地獄花（じごくばな）、幽霊花（ゆうれいばな）、火事花（かじばな）、蛇花（へびのはな）、剃刀花（かみそりばな）、狐花（きつねばな）、捨て子花（すてごばな）、灯籠花（とうろうばな）、天蓋花などがその例で、不吉な別名が多く見られる。それに加え、開花時に葉が無く花と葉を同時に見られないため、葉見ず花見ず（はみずはなみず）の別称も有する。

## 分布・生育地

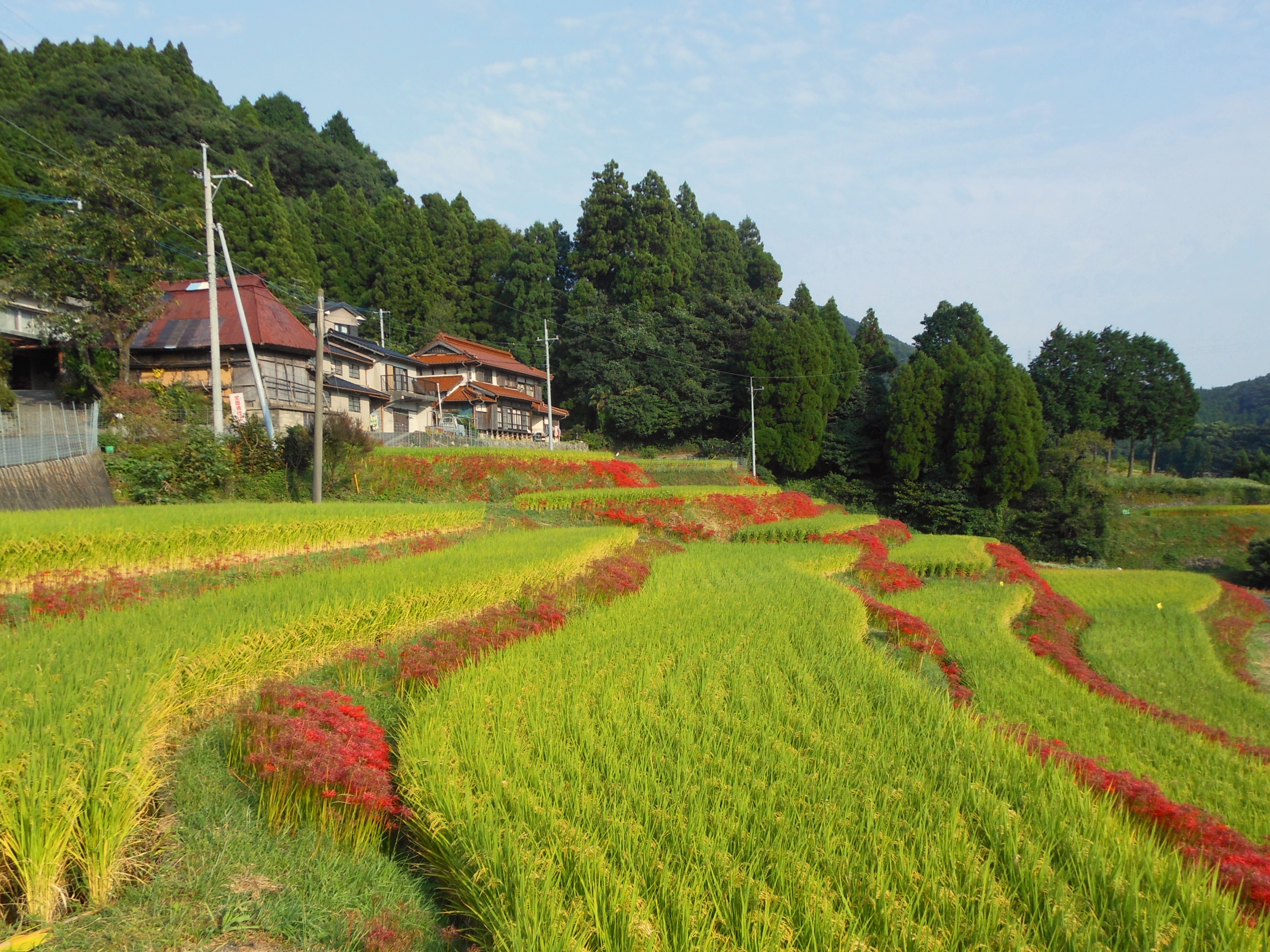
水田のあぜ道に群生するヒガンバナ

中国大陸の原産。日本列島では北海道から南西諸島まで見られる。土手、堤防、あぜ、道端、墓地、線路の際など、人手の入っている場所に生育している。特に、田畑の縁に沿って列をなす花時に見事な景観をなす。湿った場所を好み、時に水で洗われて球根が露出するのが見られる。なお、山間部の森林内でも見られる場合があるが、これはむしろそのような場所がかつては人里（里山）であった可能性を示す。仏教に由来する花であり、原種が彼岸の9月頃に咲いたため、かつては墓地や寺院などの周辺に植栽されている場合も多かった。また、その植生からモグラなどの害獣対策として、田の畦に植栽される場合もあった。
日本列島には中国大陸から有史以前に渡来したと考えられており、現在では各地で野生化している。その経緯については、稲作の伝来時に土と共に鱗茎が混入してきて広まったと言われるが、モグラやネズミなどを避けるために有毒な鱗茎をあえて持ち込み、畦や土手に植えたと推測する意見もある。また、鱗茎は石蒜（せきさん）ともいい、適切に用いれば薬になるほか、糊料として用いたり、水に晒して有毒成分のアルカロイドを除去することで救荒食としたりする。これの澱粉で栃木県などでは「ヒガンバナ餅」などを作る。
日本列島で繁殖しているヒガンバナは、染色体が基本数の3倍ある三倍体であり、正常な卵細胞や精細胞が作られないため、いわゆる「種無し」になってしまい、一般に種子では子孫を残せない不稔性である。種子を持つ植物と同様の方法では、自ら生育地を広げる術を持たないため、人の手が一切入らないような場所に、突然育つことがない植物である。
ただし、中国大陸には種子繁殖が可能で遺伝的に多様なヒガンバナの2倍体が自生し、それらが3倍体化することで、幾つかのタイプのヒガンバナが存在する。このため、「中国で突然に生まれた3倍体のヒガンバナが日本に持ち込まれた」と推察されている。

## 特徴
全草が有毒な多年生の球根を作る植物である。地下にはタマネギのような小ぶりの鱗茎があり、卵状球形で外皮が黒く、下方にやや太くて白いひげ根を有する。
花期は秋の彼岸のころ（9月中旬）で、土中の花芽は温度の変化だけを感じて季節を知り、葉よりも先に地上から花茎を出し、散形花序で真っ赤な6弁の花を放射状（輪状）に数個つけて咲く。その姿は独特で、高さ30 - 60センチメートル (cm) の枝も葉も節も無い花茎が地上に突出し、その先端に苞に包まれた花序が1つだけ付く。苞が破れると5 - 7個前後の花が顔を出す。花は短い花茎があって横を向いて開き、全体としては全ての花が輪生状に外向きに並ぶ。花径は5 - 15 cm ほどある。1つの花には、花被片（花弁）が6個つき、長さ40ミリメートル (mm)、幅約5 mmと細長く、大きく反り返る。雄しべは6本、雌しべが1本あり、ともに花外に長く突き出る。ヒガンバナの蕾は5月中頃には鱗茎の中で作られ、葉が無くとも地下の鱗茎に蓄えた栄養分を使って花茎を伸ばし、地上から顔を出してから1週間ほどで花を咲かすことができる。
三倍体の場合は種子ができず、花後に花茎が無くなると（10月ごろ）葉が束になって伸び出す。葉は扁平な線形で濃緑色で光沢があり、中脈と葉の裏側が白っぽい。晩秋には、鱗茎1個から長さ30 - 50 cm の細い葉をロゼット状に数枚出して緑を保ったまま冬を越し、ほかの植物が葉を茂らす初夏（4 - 6月ごろ）には葉を枯らして地上部は見えなくなる。
日本列島のヒガンバナは種子ができない、自然の中で生まれた3倍体植物の代表的な種である。ただし、ごくまれに種子ができる場合があるとも言われているが発芽能力は無い。日本列島の3倍体のヒガンバナは種子ができない代わりに、土の中で球根を旺盛に分球して繁殖してきたため、遺伝的には同一遺伝子を有し、同じ地域の個体は開花期や花の大きさや色、草丈がほぼ同じように揃うのは、クローンであるためである。
| - 全体 - 花芽 - 蕾 - 花 - 葉 |

## 突然変異種・自然交雑種

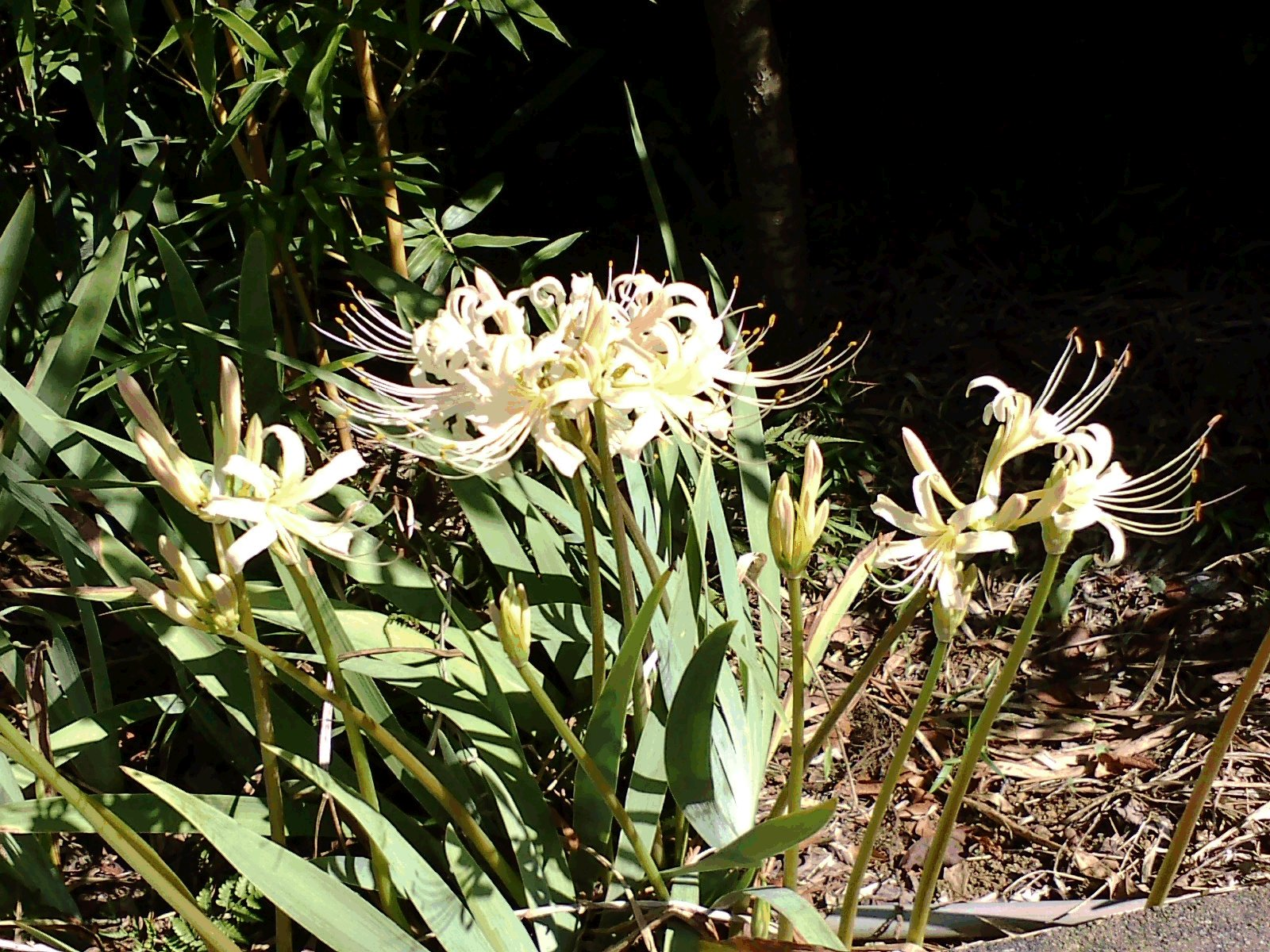
シロバナマンジュシャゲ

通常よく見られる日本の在来の、赤色種のヒガンバナに、稀に色素形成異常で白みがかった個体が見られることがあるが、これは夏場にグリホサート剤などの除草剤の影響であると最近は考えられている。また、日本の3倍体のヒガンバナの中から、芽状変異個体(スポート・ミュータント)として、ピンク色の花を咲かせるヒガンバナ、黒赤色のヒガンバナ、八重咲の彼岸花などの安定した園芸個体が選抜されて存在する。日本の在来の、赤色種のヒガンバナは、三倍体（3n = 33）のために不稔性である。
稔性がある中国の原種のヒガンバナは、これまで学名コヒガンバナ (Lycoris radiata (L'Hér.) Herb. var. pumila Grey, 1938) とされていたが、これを廃し整理されて、最近の分類では、中国の染色体が（2n = 22）の2倍体植物群と、日本国内の3倍体植物群（3n = 33）ともに、学名「Lycoris radiata (L'Hér.) Herb., 1819」としてまとめられた。染色体が（2n = 22）の2倍体は稔性があり、他の種との交配によって多様な園芸品種を作出するベースに使用されている。花色は深紅色～赤紫色などの個体差が有る。
最も有名なヒガンバナベースの園芸植物は、シロバナマンジュシャゲがある。

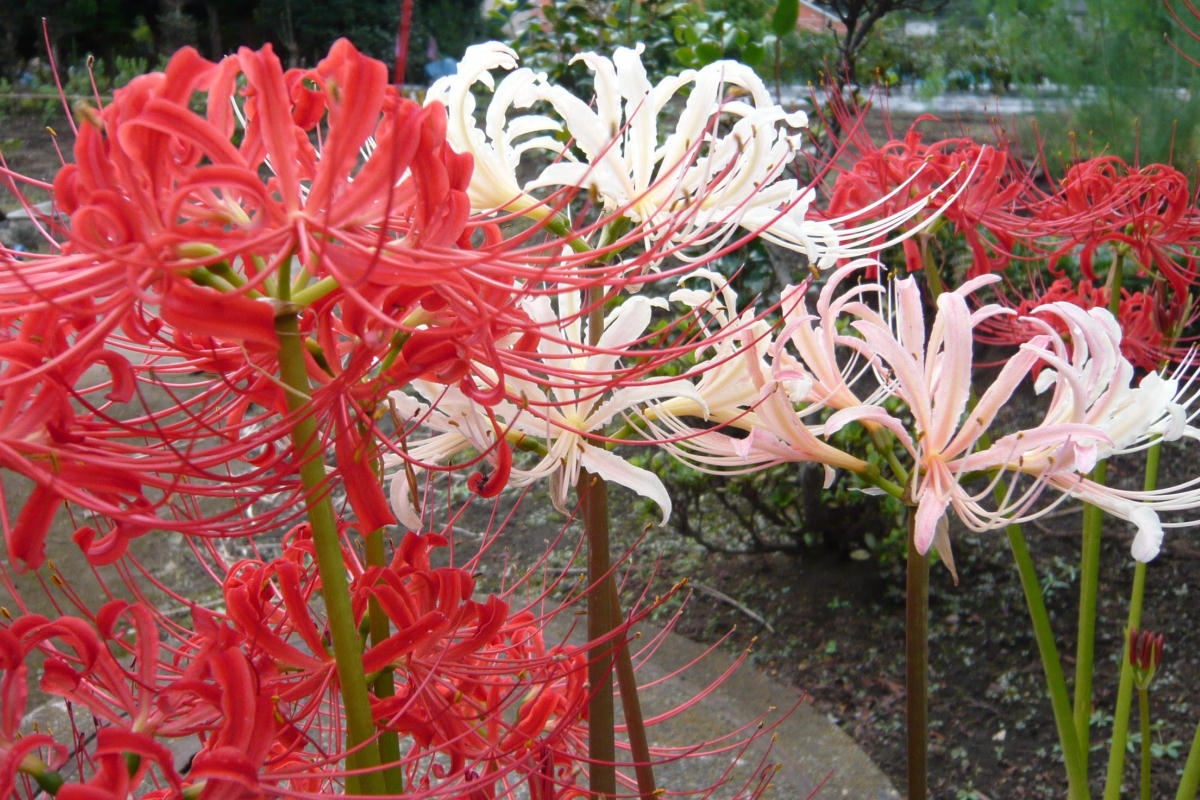
ヒガンバナとシロバナマンジュシャゲ

シロバナマンジュシャゲ（Lycoris ×albiflora Koidz.）(リコリス × アルビフロラ) 　自然交雑種、Lycoris × albiflora Koidz., 1924、交配式 = ショウキズイセン (2倍体) × ヒガンバナ (3倍体)
ヒガンバナの色違いのような白い花を咲かせる。花弁がさほど反り返らず、やや黄色みを帯びる。葉もやや幅広い。一説には、中国のショウキズイセンと、種子を作る種のヒガンバナの雑種であるとも言われている。しかし、赤い花を咲かせるヒガンバナは種子を作らないということならば交雑してできたという説明が矛盾するため、赤い花を咲かせるヒガンバナが突然変異を起こし、白色のヒガンバナが生まれた可能性もあるとする説も見られる。

## 近縁種

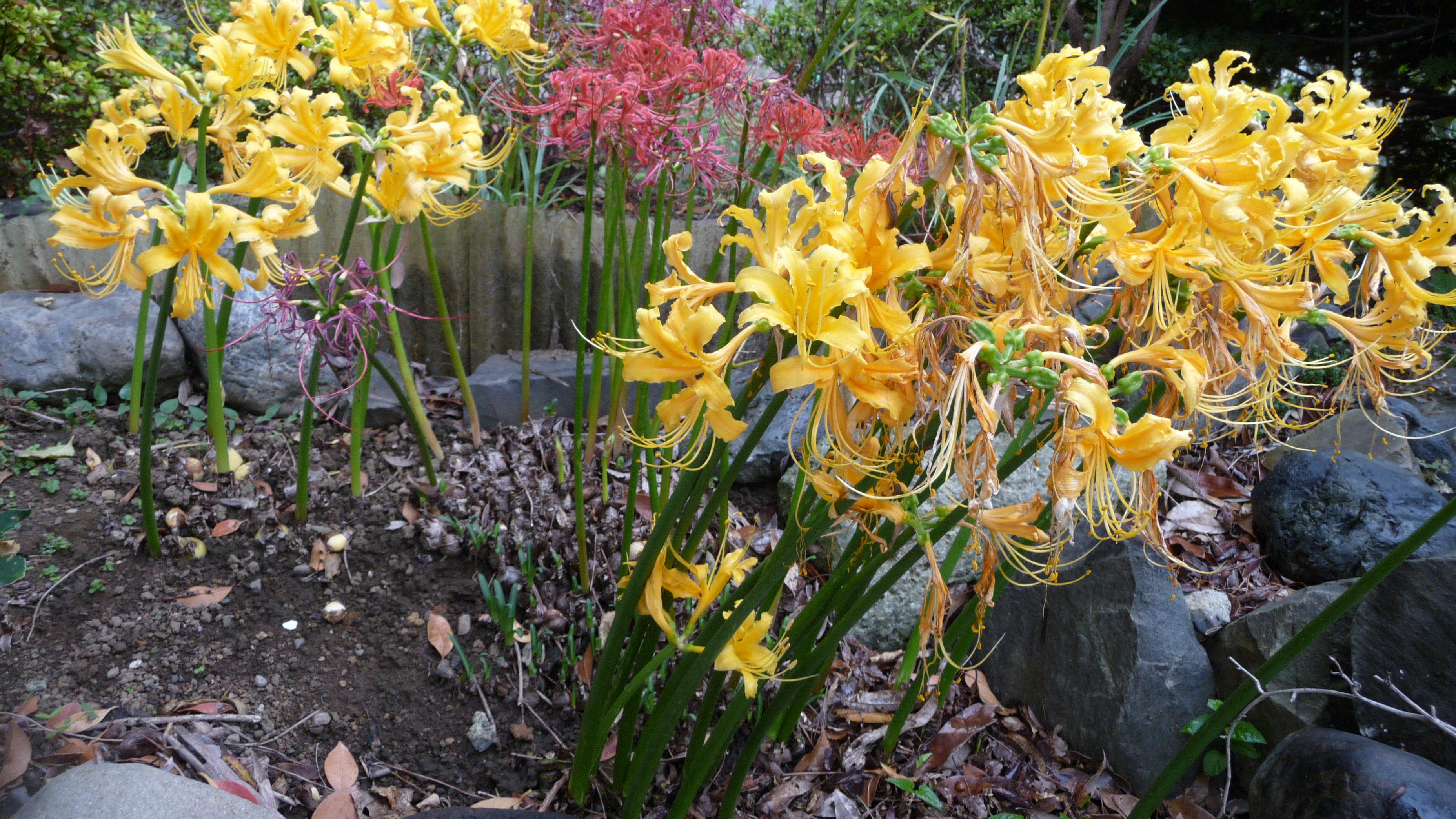
ショウキズイセン

ショウキズイセン（鍾馗水仙、黄色花、Lycoris traubii W.Hayw.） :Lycoris traubii Hayward, 1957
ヒガンバナに似た別種で、葉の幅が広い点などに違いが存在する。またこの種は結実する。

## 有毒性
ヒガンバナは有毒植物として知られており、特に鱗茎には作用の激しいアルカロイドを約1パーミル含んでいる。含有されるアルカロイドとしては、リコリン (Lycorine), 50パーセントであるが、それ以外にも、ガランタミン (Galanthamine), セキサニン (Sekisanine), ホモリコリン (Homolycorine), などを含む。リコリンの語源はヒガンバナ属の学名「リコリス」に由来し、経口摂取すると流涎（よだれ）や吐き気、腹痛を伴う下痢を起こし、重症の中毒の場合には中枢神経の麻痺を起こして苦しみ、死に至る場合もある。
日本列島では水田の畦や墓地に多く見られ、人為的に植えられたと考えられている。その目的は、畦の場合はネズミ、モグラ、虫など、水田に穴を作って水漏れを起こさせるなど、水田を荒らす動物がその鱗茎の毒を嫌って避けるようにするためとされる。墓地の場合は虫除けおよび土葬の後、死体が動物によって荒らされるのを防ぐためとされる。モグラは肉食ゆえにヒガンバナとは無縁という見解もあるが、エサのミミズがヒガンバナを嫌って土中に住まないため、この草の近くにはモグラが来ないともいう。
鱗茎はデンプンに富む。鱗茎に含まれる有毒成分の  リコリン (Lycorine) は水溶性であり、すり潰して水に長時間晒せば無害化が可能であるため、食用とされてきた。しかし、毒性が強いため、どの程度さらせば無毒化して安全に食べられるのかについての定説は見当たらない。古い時代に飢饉の際の飢えを救ってきた救飢植物として、食料とするために各地に植えられたと考えられている。第二次世界大戦中などの戦時や非常時において食用とされ、春先に採取されたこともある。
花が終わった秋から春先にかけては葉だけになり、その姿が食用のニラやノビル、アサツキに似ているため、誤食した中毒事故も起こっているので注意が必要である。
鱗茎は石蒜（せきさん）という名の生薬であり、漢名にもなっている。葉が枯れ始めた頃に鱗茎を掘り上げ、ひげ根を取り除いて水洗いしたものであり、往年は製薬原料に用いられた。民間では外用薬としての利用法が知られ、肋膜炎、腹膜炎、腎臓病などの水腫に、球根をすり下ろしてトウゴマ（別名：ヒマ）を一緒にすり鉢で砕いてすり混ぜ、両足裏の一面に布などに塗りつけて湿布し、包帯を巻いておくと、利尿作用によってむくみを取り去ることに役立つとされる。ただし、利尿や去痰作用を有するものの有毒であるため、素人が民間療法として利用するのは危険である。毒成分の一つであるガランタミンは、アルツハイマー病の治療薬として利用されている。

## その他
季語
俳句において「彼岸花」や「曼殊沙華」は、秋の季語とされる。
花言葉
ヒガンバナの花言葉を「情熱」「独立」「再会」「あきらめ」「悲しい思い出」「旅情」とする文献がある。
迷信
花の形が燃え盛る炎のように見えるため、「家に持って帰ると火事になる」や「曼珠沙華を採ると家が火事になる」と言われる事が有る。その理由は、有毒植物であることから、子供がヒガンバナに触るのを戒めるための言い伝えだと考えられている。
アレロパシー
ヒガンバナに含有されるリコリンは、アレロパシーの作用を有し、他の植物の成長を阻害する。
県花
台湾の連江県において、県花として定められている。

## 日本におけるヒガンバナの名所
- 埼玉県日高市にある巾着田 - ヒガンバナの名所として知られる[注釈 6]。ヒガンバナの名所は多数あるものの、雑木林の中にある曼珠沙華の群生は希少である[29]。例年は9月後半から10月上旬まで、500万本のヒガンバナが咲く[30]。巾着田の最寄り駅である西武池袋線高麗駅に多数の臨時列車が停車したり、彼岸花のヘッドマークをあしらった列車を運行したりする。
- 神奈川県藤沢市から寒川町にかけての小出川流域 - 3kmにわたりヒガンバナが群生。期間中、小出川彼岸花まつりが開催される。
- 神奈川県伊勢原市にある日向薬師付近 - 100万本のヒガンバナが咲く。
- 愛知県豊田市の逢妻女川の土手 - 1996（平成8）年より地元有志が集う「逢妻女川彼岸花育成会」によって植え付けられている。
- 愛知県半田市の矢勝川の堤防 - 300万本のヒガンバナが咲く[31]。近くに新美南吉記念館があり、新美南吉作『ごんぎつね』の舞台として有名である。
- 岐阜県海津市の津屋川の土手 - 3kmにわたり10万本のヒガンバナが見られる。
- 岡山県岡山市南区の児島湖花回廊：花回廊ゴルフコース内にある自然緑地に約65万球のヒガンバナが咲く。
- 広島県三次市吉舎町辻の馬洗川沿い - 第12回広島県景観会議「景観づくり大賞」の「地域活動の部」で最優秀賞を受賞した。また、講談社『週刊 花百科』2004.9.16号では、日本におけるヒガンバナの名所のベスト10に選ばれた。
- 長崎県大村市の鉢巻山展望台 - 360度の眺望が広がる鉢巻山の山頂に、約100万本のヒガンバナ群落が咲く。期間中、鉢巻山彼岸花祭りが開催される。
- 埼玉県秩父郡横瀬町にある寺坂棚田 - 棚田の畦に100万本のヒガンバナが咲く。西武秩父線横瀬駅より徒歩15分。
- 大分県竹田市の七ツ森古墳群 - 約20万本が咲く。

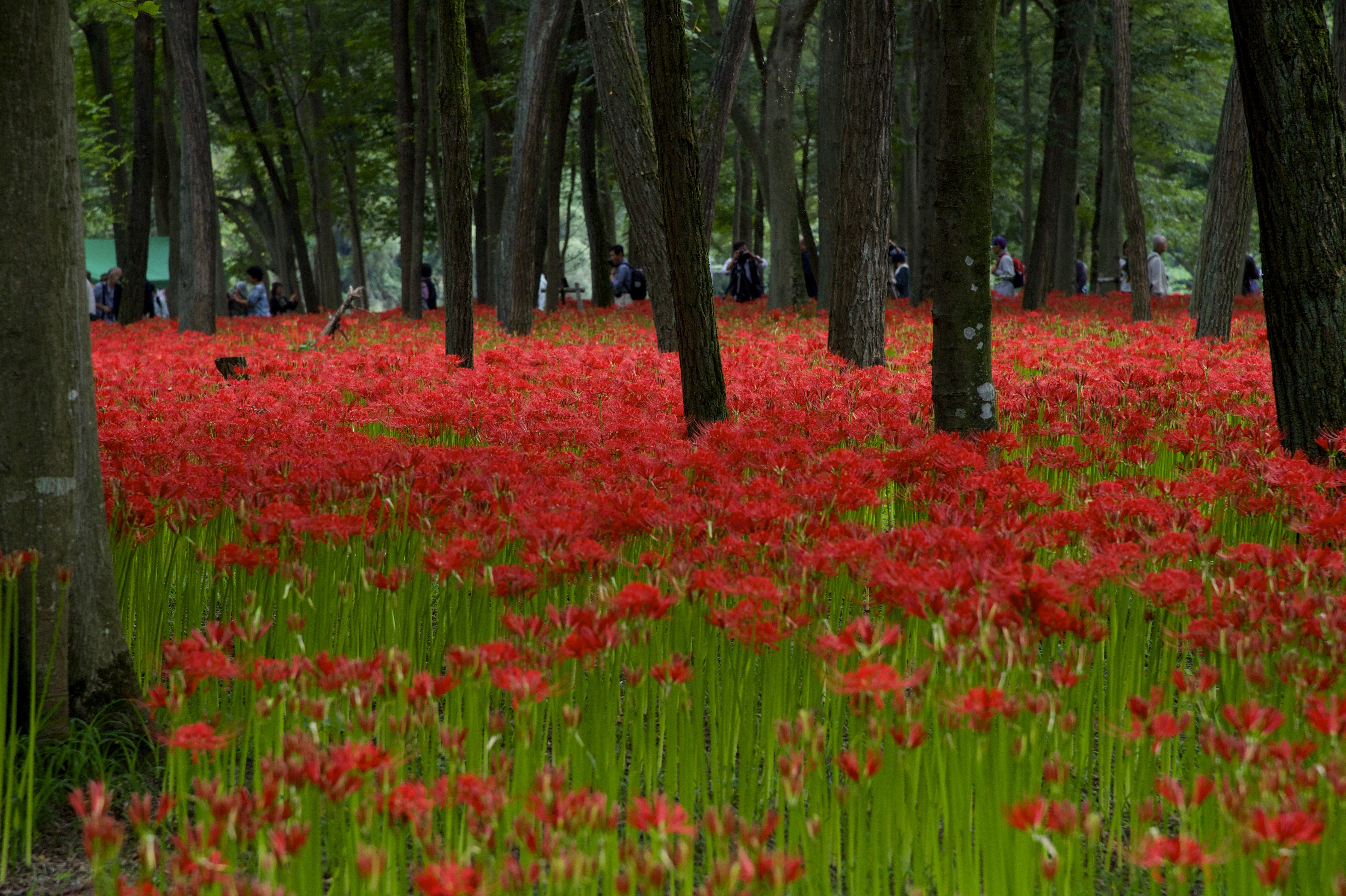
巾着田の群生（埼玉県日高市）
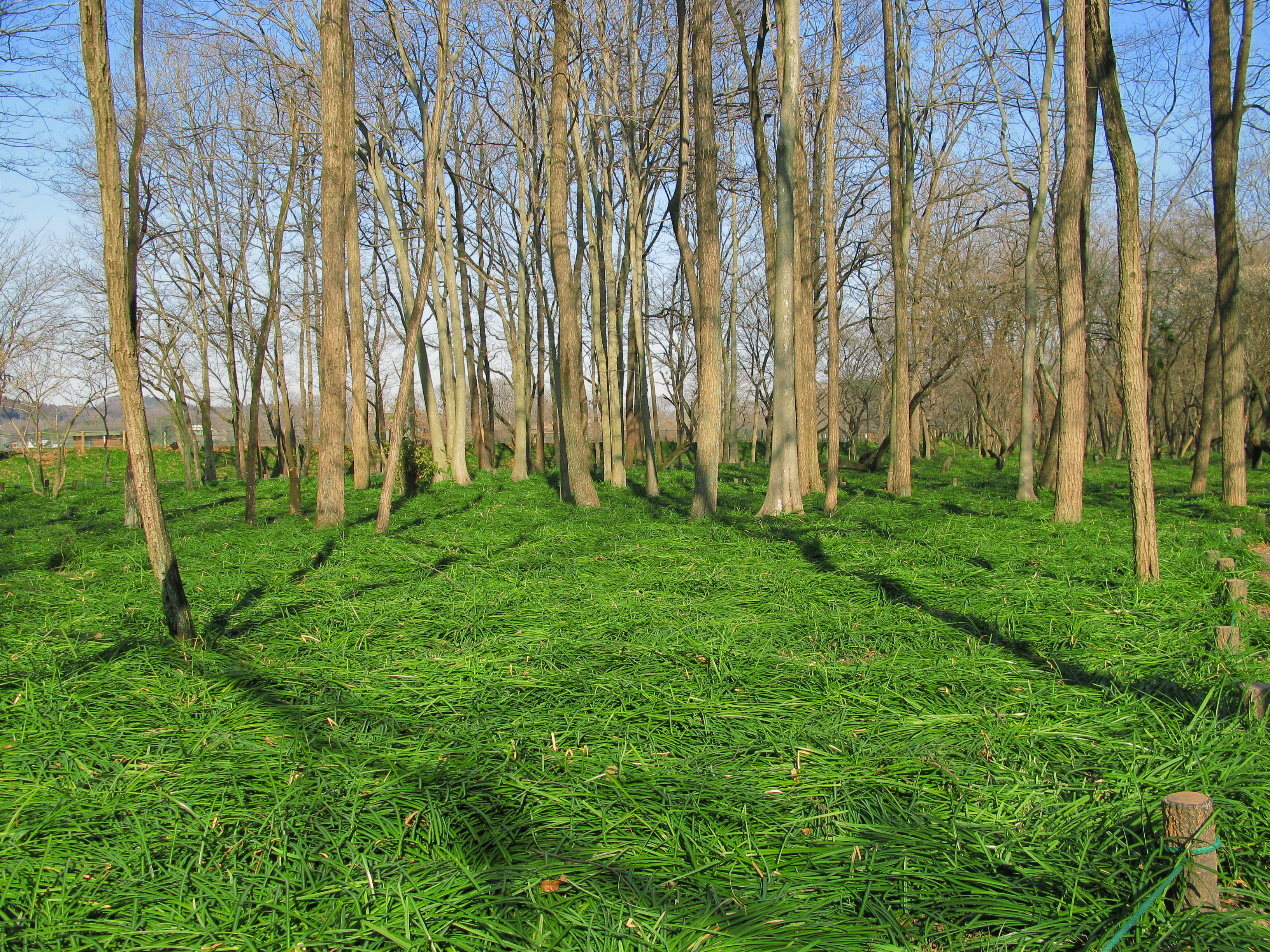
冬は葉が生い茂る（巾着田）
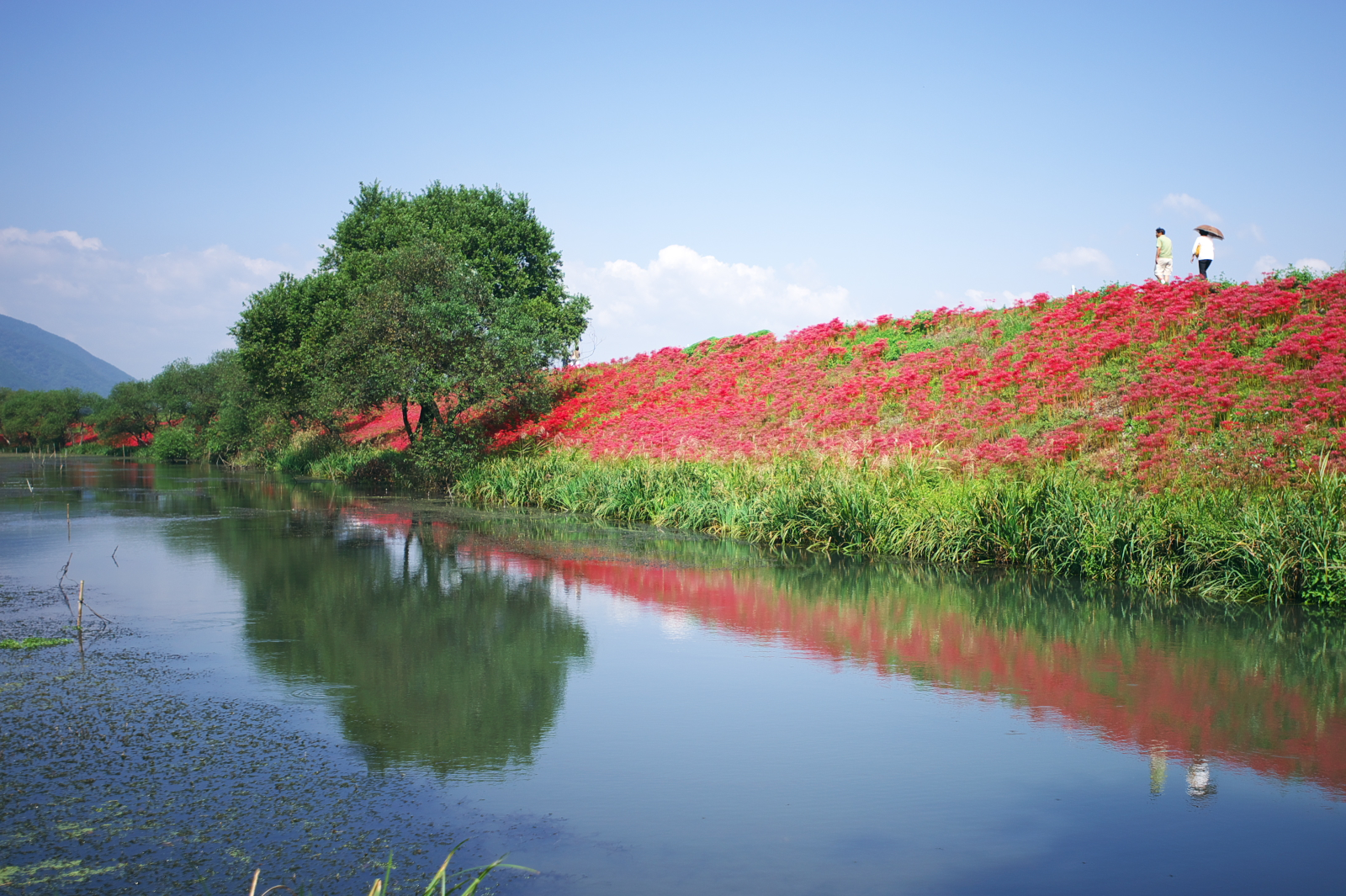
群生（岐阜県の津屋川）

## ヒガンバナを題名とした作品
花の鮮やかさ、毒性や死を連想させる名前などから、様々な創作物の題名に使われている。

### 楽曲
- 『戀の曼珠沙華』作詞：西條八十 作曲：古賀政男 歌:二葉あき子 昭和23年（西暦1948年）新東寶映画『三百六十五夜』主題歌
- 『曼殊沙華』作詞：北原白秋 作曲：山田耕作 1922年（大正11年）作品、1911年（明治44年） 歌集『思ひ出』より
- 『長崎物語』作詞：梅木三郎 作曲：佐々木俊一 歌：由利あけみ
- 『さらば』作詞：阿久悠 作曲：吉田拓郎 歌：清水健太郎
- 『曼珠沙華』作詞：阿木燿子 作曲：宇崎竜童 歌：山口百恵 ※ただし、歌ではサンスクリット語に倣って「マンジューシャカ」と読まれており、仏典に登場する「天上の花」という意味合いが強い。2003年には藤あや子がカバー。
- 『彼岸花』作詞：阿久悠 作曲：出門英 歌：森昌子
- 『彼岸花』作詞：吉田旺 作曲：渡辺岳夫 歌：野路由紀子
- 『彼岸花』作詞：谷翔平 作曲：AIR DRIVE 歌：AIR DRIVE
- 『彼岸花』作詞：マコト 作曲：Ken 歌：ドレミ團
- 『彼岸花』作曲:CosMo@暴走P KONAMIアーケード音楽ゲーム『pop'n music 解明リドルズ』収録楽曲
- 『曼珠沙華』作曲:96 KONAMIアーケード音楽ゲーム『pop'n music ラピストリア』収録楽曲
- 『曼珠沙華』作詞、作曲、歌: まふまふ編曲:佐々木裕
- 『赤い華』作詞・作曲: 錦城薫、編曲: 木村守・山際築、歌: 錦城薫
- 『港の彼岸花』作詞:浅川マキ・なかにし礼、作曲: 鈴木薫、歌: 浅川マキ

### 映画、ゲーム、小説、漫画、アニメ
- 『彼岸花』（小津安二郎監督の映画）
- 『22才の別れ Lycoris 葉見ず花見ず物語』（大林宣彦監督の映画）
- 『彼岸花』（ゲームソフトおよび小説）
- 『彼岸花の咲く夜に』（漫画）
- 『彼岸花』（宇江佐真理、光文社時代小説文庫）
- 「彼岸花」（伴名練、『アステリズムに花束を 百合SFアンソロジー』収録 早川書房ハヤカワ文庫JA)
- 『彼岸花が咲く島』（李琴峰、第165回芥川龍之介賞受賞作、文藝春秋）
- 『リコリス・リコイル』（A-1 Pictures制作による日本のテレビアニメ作品、およびそれを原作としたアサウラによるスピンオフ小説）
- 『りこりす -lycoris radiata-』（Terios開発による日本のアダルトゲーム作品）
- 『狐花 葉不見冥府路行』（京極夏彦、角川書店）